# シドニー平和賞
シドニー平和賞（シドニーへいわしょう、Sydney Peace Prize）は、平和に貢献したと認められる人物または団体に授与される賞である。1998年から毎年11月シドニー大学で授賞式が行われる。
授与主体であるシドニー平和財団は、反戦活動家ステュアート・リーズが議長を務める非営利組織であり、シドニー市とカンタス航空の経済的支援を受けている。

## 選考方法
シドニー平和財団は、毎年6月まで一般市民から賞候補者の推薦を募る。財団の審査員は、10月下旬までに、推薦された人物および団体の中から1人または1団体を受賞者として選出する。

## 歴代受賞者
- 1998年 - ムハマド・ユヌス - グラミン銀行創設者
- 1999年 - デズモンド・ツツ - 反アパルトヘイト運動指導者
- 2000年 - シャナナ・グスマン - 東ティモール独立指導者
- 2001年 - ウィリアム・パトリック・ディーン - オーストラリア総督
- 2002年 - メアリー・ロビンソン - 国際連合人権高等弁務官
- 2003年 - ハナン・アシュラウィ - パレスティナの人権活動家
- 2004年 - アルンダティ・ロイ - インドの作家
- 2005年 - オララ・オトゥヌ - 児童と武力紛争に関する国際連合事務総長特別代表
- 2006年 - アイリーン・カーン - アムネスティ・インターナショナル事務局長
- 2007年 - ハンス・ブリックス - 大量破壊兵器委員会議長
- 2008年 - パトリック・ドッドソン - アボリジニの社会運動家
- 2009年 - ジョン・ピルガー - オーストラリアのジャーナリスト
- 2010年 - バンダナ・シヴァ - インドの活動家
- 2011年 - ノーム・チョムスキー - アメリカの言語哲学者
- 2012年 - セカイ・ホーランド（英語版） - ジンバブエの政治家
- 2013年 - シンシア・マウン（英語版） - ミャンマーの医師
- 2014年 - ジュリアン・バーンサイド（英語版） - オーストラリアの弁護士
- 2015年 - ジョージ・ギットス（英語版） - オーストラリアの芸術家
- 2016年 - ナオミ・クライン - カナダの活動家
- 2017年 - ブラック・ライヴズ・マター[1] - 黒人に対する人種差別への抗議運動
- 2018年 - ジョセフ・スティグリッツ - アメリカの経済学者
- 2019年 - MeToo 運動 [2] - 性暴力やセクシャルハラスメントの告発を行う運動
- 2020年 - ミッドナイト・オイル - オーストラリアのバンド

## 正義の金メダル
当財団は、特に際立った平和と正義への貢献者へ金メダルの授与もしている。現在設立14年の歴史の中で、受賞者はチベット仏教の最高指導者ダライ・ラマ14世、南アフリカのネルソン・マンデラ元大統領、創価学会の池田大作名誉会長、そして「ウィキリークス」の創設者ジュリアン・アサンジと、4人だけである。